# Eorcenberht av Kent
Eorcenberht av Kent, död 664, var en engelsk monark. Han var kung av Kent 640–664. 